# Gaujac (Gard)
Pour les articles homonymes, voir Gaujac.
Pour les articles ayant des titres homophones, voir Gaugeac et Gaujacq.
Gaujac est une commune française située dans l'est du département du Gard, en région Occitanie.
Exposée à un climat méditerranéen, elle est drainée par la Veyre et par un autre cours d'eau.
Gaujac est une commune rurale qui compte 1 069 habitants en 2022, après avoir connu une forte hausse de la population depuis 1962. Elle est dans l'unité urbaine de Connaux et fait partie de l'aire d'attraction de Bagnols-sur-Cèze. Ses habitants sont appelés les Gaujacois ou  Gaujacoises.
Le patrimoine architectural de la commune comprend deux  immeubles protégés au titre des monuments historiques : l'oppidum, inscrit  en 1974, et le château, inscrit en 1980.

## Géographie

### Localisation
La commune est située à 10 km de Bagnols-sur-Cèze, 17 km de Roquemaure et 18 km de Remoulins et d'Uzès.
|                         | Tresques  |         |
| Saint-Pons-la-Calm      | Gaujac    | Connaux |
| La Capelle-et-Masmolène | Pouzilhac |         |

### Climat
Pour des articles plus généraux, voir Climat de l'Occitanie et Climat du Gard.
En 2010, le climat de la commune est de type climat méditerranéen franc, selon une étude s'appuyant sur une série de données couvrant la période 1971-2000. En 2020, Météo-France publie une typologie des climats de la France métropolitaine dans laquelle la commune est exposée à un climat méditerranéen et est dans la région climatique Provence, Languedoc-Roussillon, caractérisée par une pluviométrie faible en été, un très bon ensoleillement (2 600 h/an), un été chaud (21,5 °C), un air très sec en été, sec en toutes saisons, des vents forts (fréquence de 40 à 50 % de vents > 5 m/s) et peu de brouillards.
Pour la période 1971-2000, la température annuelle moyenne est de 13,3 °C, avec une amplitude thermique annuelle de 17,3 °C. Le cumul annuel moyen de précipitations est de 791 mm, avec 6,2 jours de précipitations en janvier et 3,2 jours en juillet. Pour la période 1991-2020, la température moyenne annuelle observée sur la station météorologique la plus proche, située sur la commune de Cavillargues à 6 km à vol d'oiseau, est de 14,1 °C et le cumul annuel moyen de précipitations est de 845,8 mm,. Pour l'avenir, les paramètres climatiques de la commune estimés pour 2050 selon différents scénarios d'émission de gaz à effet de serre sont consultables sur un site dédié publié par Météo-France en novembre 2022.

### Milieux naturels et biodiversité
Aucun espace naturel présentant un intérêt patrimonial n'est recensé sur la commune dans l'inventaire national du patrimoine naturel,,.

## Urbanisme

### Typologie
Au 1er janvier 2024, Gaujac est catégorisée bourg rural, selon la nouvelle grille communale de densité à sept niveaux définie par l'Insee en 2022.
Elle appartient à l'unité urbaine de Connaux, une agglomération intra-départementale regroupant deux  communes, dont elle est une commune de la banlieue,,. Par ailleurs la commune fait partie de l'aire d'attraction de Bagnols-sur-Cèze, dont elle est une commune de la couronne,. Cette aire, qui regroupe 30 communes, est catégorisée dans les aires de moins de 50 000 habitants,.

### Occupation des sols
L'occupation des sols de la commune, telle qu'elle ressort de la base de données européenne d’occupation biophysique des sols Corine Land Cover (CLC), est marquée par l'importance des forêts et milieux semi-naturels (56,9 % en 2018), en diminution par rapport à 1990 (59,1 %). La répartition détaillée en 2018 est la suivante : 
forêts (56,9 %), cultures permanentes (33,8 %), zones urbanisées (9,2 %). L'évolution de l’occupation des sols de la commune et de ses infrastructures peut être observée sur les différentes représentations cartographiques du territoire : la carte de Cassini (XVIIIe siècle), la carte d'état-major (1820-1866) et les cartes ou photos aériennes de l'IGN pour la période actuelle (1950 à aujourd'hui).

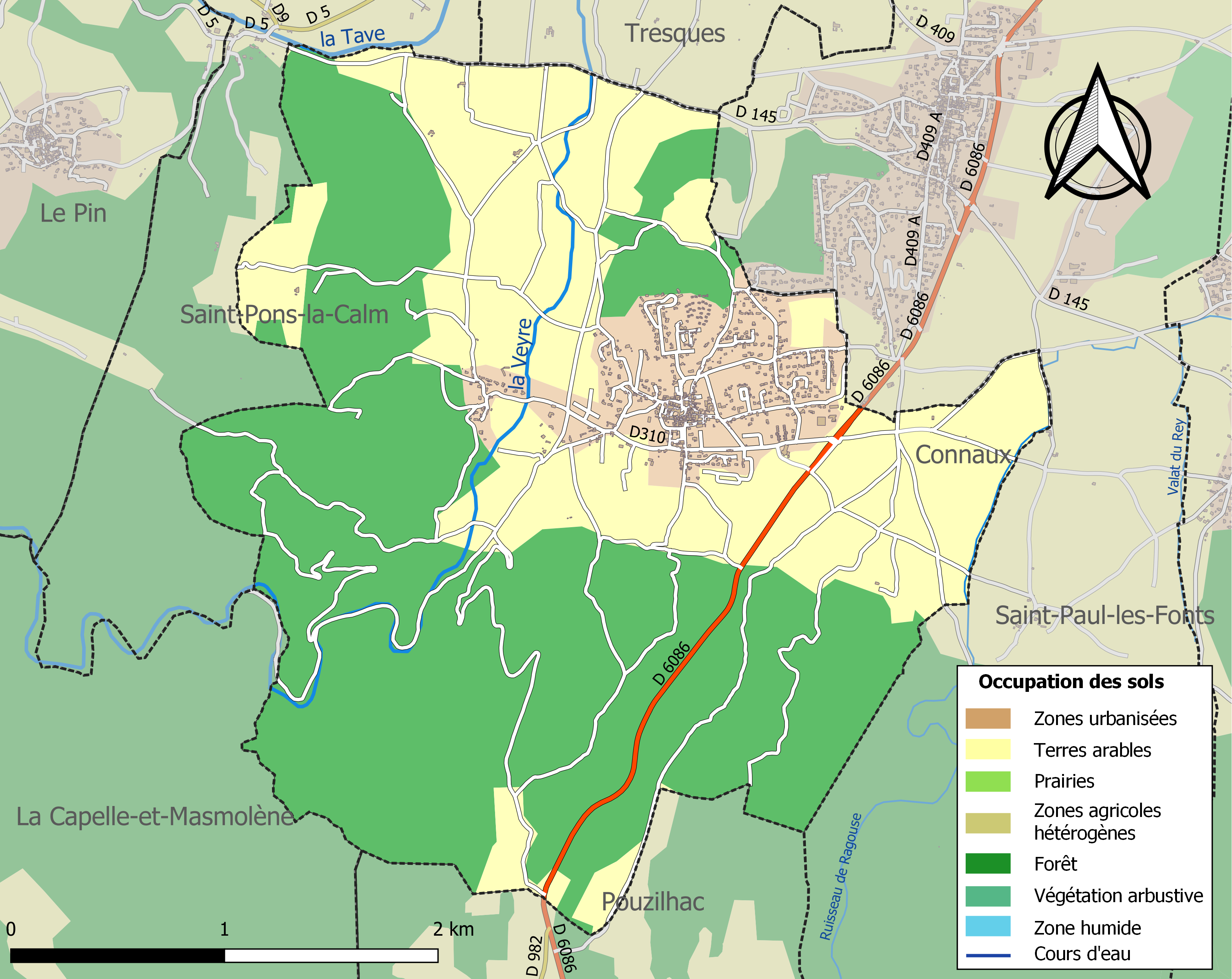
Carte des infrastructures et de l'occupation des sols de la commune en 2018 (CLC).

### Risques majeurs
Le territoire de la commune de Gaujac est vulnérable à différents aléas naturels : météorologiques (tempête, orage, neige, grand froid, canicule ou sécheresse), inondations, feux de forêts, mouvements de terrains et séisme (sismicité modérée). Il est également exposé à un risque technologique, le transport de matières dangereuses, et à un risque particulier : le risque de radon. Un site publié par le BRGM permet d'évaluer simplement et rapidement les risques d'un bien localisé soit par son adresse soit par le numéro de sa parcelle.

#### Risques naturels
Certaines parties du territoire communal sont susceptibles d’être affectées par le risque d’inondation par débordement de cours d'eau et par une crue torrentielle ou à montée rapide de cours d'eau, notamment la Veyre. La commune a été reconnue en état de catastrophe naturelle au titre des dommages causés par les inondations et coulées de boue survenues en 1982, 1983, 1990, 1998, 2002, 2010 et 2014,.

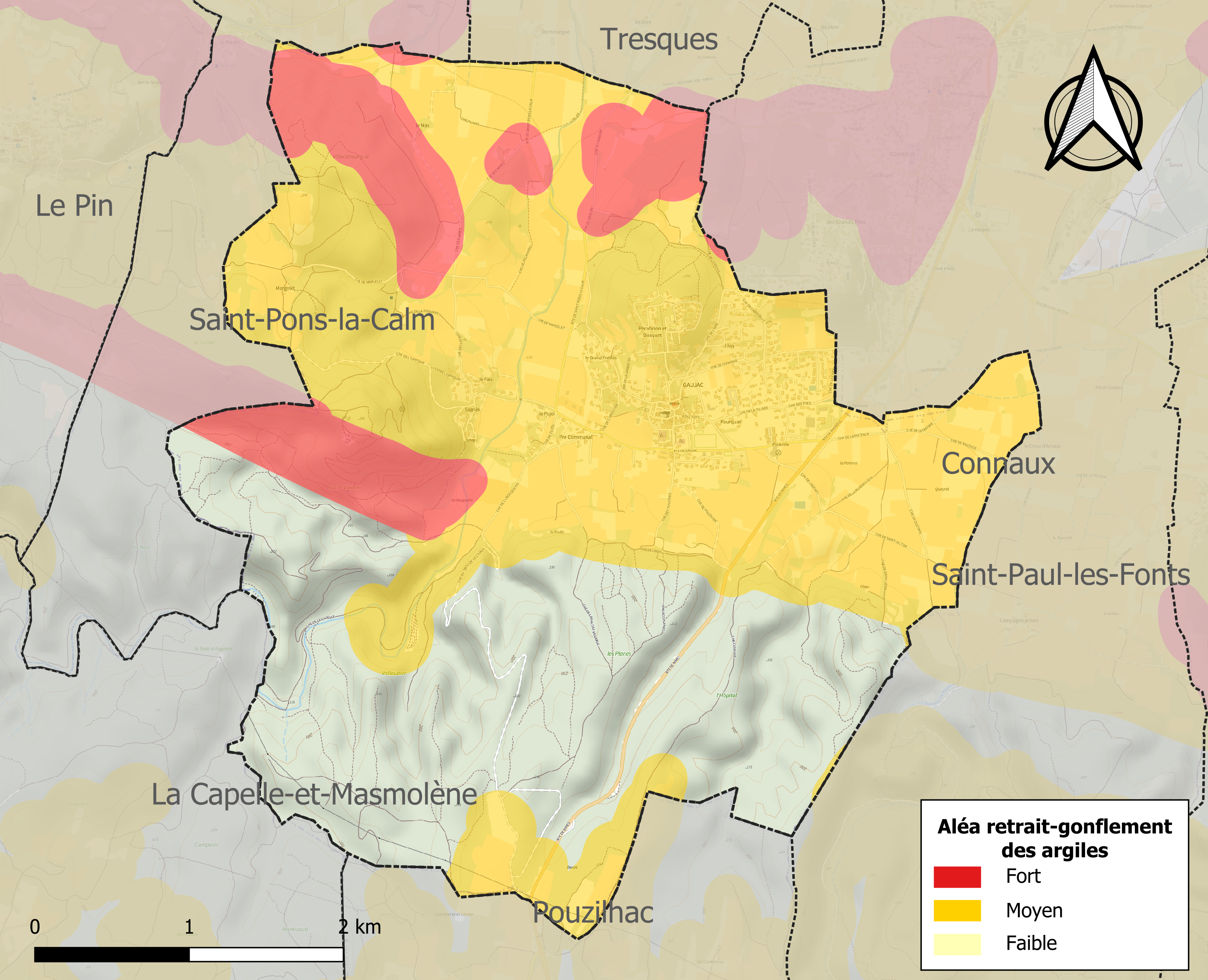
Carte des zones d'aléa retrait-gonflement des sols argileux de Gaujac.

La commune est vulnérable au risque de mouvements de terrains constitué principalement du retrait-gonflement des sols argileux. Cet aléa est susceptible d'engendrer des dommages importants aux bâtiments en cas d’alternance de périodes de sécheresse et de pluie. 66,4 % de la superficie communale est en aléa moyen ou fort (67,5 % au niveau départemental et 48,5 % au niveau national). Sur les 532 bâtiments dénombrés sur la commune en 2019, 532 sont en aléa moyen ou fort, soit 100 %, à comparer aux 90 % au niveau départemental et 54 % au niveau national. Une cartographie de l'exposition du territoire national au retrait gonflement des sols argileux est disponible sur le site du BRGM,.
Par ailleurs, afin de mieux appréhender le risque d’affaissement de terrain, l'inventaire national des cavités souterraines permet de localiser celles situées sur la commune.
Concernant les mouvements de terrains, la commune a été reconnue en état de catastrophe naturelle au titre des dommages causés par la sécheresse en 2017 et par des mouvements de terrain en 1983.

#### Risques technologiques
Le risque de transport de matières dangereuses sur la commune est lié à sa traversée par des infrastructures routières ou ferroviaires importantes ou la présence d'une canalisation de transport d'hydrocarbures. Un accident se produisant sur de telles infrastructures est en effet susceptible d’avoir des effets graves au bâti ou aux personnes jusqu’à 350 m, selon la nature du matériau transporté. Des dispositions d’urbanisme peuvent être préconisées en conséquence.

#### Risque particulier
Dans plusieurs parties du territoire national, le radon, accumulé dans certains logements ou autres locaux, peut constituer une source significative d’exposition de la population aux rayonnements ionisants. Certaines communes du département sont concernées par le risque radon à un niveau plus ou moins élevé. Selon la classification de 2018, la commune de Gaujac est classée en zone 2, à savoir zone à potentiel radon faible mais sur lesquelles des facteurs géologiques particuliers peuvent faciliter le transfert du radon vers les bâtiments.

## Toponymie
Occitan Gaujac, du roman Gaujac, Gaujat, Gauiat, du bas latin Gaviac, Guajacum, du latin Gaudiacum.

## Histoire

### Moyen Âge
Gaujac est mentionné en 1249 sous le nom de Gaudiacum dans les actes relatifs au chapitre cathédral de Nîmes conservés aux archives départementales du Gard.

## Politique et administration

### Liste des maires
| Période                                  | Période  | Identité     | Étiquette | Qualité                     |
| ---------------------------------------- | -------- | ------------ | --------- | --------------------------- |
| 2001                                     | 2008     | Claude Pical | PRG       |                             |
| 2008                                     | En cours | Maria Seube  | DVG       | Retraitée Fonction publique |
| Les données manquantes sont à compléter. |          |              |           |                             |

## Population et société

### Démographie
L'évolution du nombre d'habitants est connue à travers les recensements de la population effectués dans la commune depuis 1793. Pour les communes de moins de 10 000 habitants, une enquête de recensement portant sur toute la population est réalisée tous les cinq ans, les populations de référence des années intermédiaires étant quant à elles estimées par interpolation ou extrapolation. Pour la commune, le premier recensement exhaustif entrant dans le cadre du nouveau dispositif a été réalisé en 2004.

En 2022, la commune comptait 1 069 habitants, en évolution de −3,35 % par rapport à 2016 (Gard : +2,97 %, France hors Mayotte : +2,11 %).
| 1793 | 1800 | 1806 | 1821 | 1831 | 1836 | 1841 | 1846 | 1851 |
| ---- | ---- | ---- | ---- | ---- | ---- | ---- | ---- | ---- |
| 393  | 385  | 423  | 397  | 412  | 440  | 463  | 473  | 505  |

| 1856 | 1861 | 1866 | 1872 | 1876 | 1881 | 1886 | 1891 | 1896 |
| ---- | ---- | ---- | ---- | ---- | ---- | ---- | ---- | ---- |
| 514  | 540  | 520  | 496  | 495  | 469  | 474  | 453  | 434  |

| 1901 | 1906 | 1911 | 1921 | 1926 | 1931 | 1936 | 1946 | 1954 |
| ---- | ---- | ---- | ---- | ---- | ---- | ---- | ---- | ---- |
| 396  | 316  | 332  | 309  | 305  | 269  | 256  | 245  | 268  |

| 1962 | 1968 | 1975 | 1982 | 1990 | 1999 | 2004 | 2006 | 2009 |
| ---- | ---- | ---- | ---- | ---- | ---- | ---- | ---- | ---- |
| 278  | 280  | 278  | 433  | 596  | 643  | 856  | 898  | 959  |

| 2014  | 2019  | 2022  | - | - | - | - | - | - |
| ----- | ----- | ----- | - | - | - | - | - | - |
| 1 107 | 1 079 | 1 069 | - | - | - | - | - | - |

## Économie

### Revenus
En 2018  (données Insee publiées en septembre 2021), la commune compte 424 ménages fiscaux, regroupant 1 058 personnes. La médiane du revenu disponible par unité de consommation est de 23 210 € (20 020 € dans le département).

### Emploi
|                | 2008   | 2013  | 2018  |
| -------------- | ------ | ----- | ----- |
| Commune        | 7,6 %  | 9,6 % | 9,4 % |
| Département    | 10,6 % | 12 %  | 12 %  |
| France entière | 8,3 %  | 10 %  | 10 %  |

En 2018, la population âgée de 15 à 64 ans s'élève à 700 personnes, parmi lesquelles on compte 75,1 % d'actifs (65,8 % ayant un emploi et 9,4 % de chômeurs) et 24,9 % d'inactifs,. Depuis 2008, le taux de chômage communal (au sens du recensement) des 15-64 ans est inférieur à celui de la France et du département.
La commune fait partie de la couronne de l'aire d'attraction de Bagnols-sur-Cèze, du fait qu'au moins 15 % des actifs travaillent dans le pôle,. Elle compte 98 emplois en 2018, contre 88 en 2013 et 104 en 2008. Le nombre d'actifs ayant un emploi résidant dans la commune est de 463, soit un indicateur de concentration d'emploi de 21,1 % et un taux d'activité parmi les 15 ans ou plus de 59,6 %.
Sur ces 463 actifs de 15 ans ou plus ayant un emploi, 43 travaillent dans la commune, soit 9 % des habitants. Pour se rendre au travail, 93,3 % des habitants utilisent un véhicule personnel ou de fonction à quatre roues, 1,3 % les transports en commun, 2,4 % s'y rendent en deux-roues, à vélo ou à pied et 3 % n'ont pas besoin de transport (travail au domicile).

### Activités hors agriculture

#### Secteurs d'activités
59 établissements sont implantés  à Gaujac au 31 décembre 2019. Le tableau ci-dessous en détaille le nombre par secteur d'activité et compare les ratios avec ceux du département,.
| Secteur d'activité                                                                                        | Commune | Commune | Département |
| Secteur d'activité                                                                                        | Nombre  | %       | %           |
| --- | ------- | ------- | ----------- |
| Ensemble                                                                                                  | 59      |         |             |
| Industrie manufacturière, industries extractives et autres                                                | 3       | 5,1 %   | (7,9 %)     |
| Construction                                                                                              | 7       | 11,9 %  | (15,5 %)    |
| Commerce de gros et de détail, transports, hébergement et restauration                                    | 17      | 28,8 %  | (30 %)      |
| Information et communication                                                                              | 1       | 1,7 %   | (2,2 %)     |
| Activités immobilières                                                                                    | 2       | 3,4 %   | (4,1 %)     |
| Activités spécialisées, scientifiques et techniques et activités de services administratifs et de soutien | 15      | 25,4 %  | (14,9 %)    |
| Administration publique, enseignement, santé humaine et action sociale                                    | 6       | 10,2 %  | (13,5 %)    |
| Autres activités de services                                                                              | 8       | 13,6 %  | (8,8 %)     |

Le secteur du commerce de gros et de détail, des transports, de l'hébergement et de la restauration est prépondérant sur la commune puisqu'il représente 28,8 % du nombre total d'établissements de la commune (17 sur les 59 entreprises implantées  à Gaujac), contre 30 % au niveau départemental.

#### Entreprises et commerces
L'entreprise ayant son siège social sur le territoire communal qui génère le plus de chiffre d'affaires en 2020 est : 
- Sub-Surface, activités spécialisées, scientifiques et techniques diverses (27 k€).

### Agriculture
La commune est dans les Garrigues, une petite région agricole occupant le centre du département du Gard. En 2020, l'orientation technico-économique de l'agriculture  sur la commune est la viticulture.
|               | 1988 | 2000 | 2010 | 2020 |
| ------------- | ---- | ---- | ---- | ---- |
| Exploitations | 24   | 22   | 14   | 12   |
| SAU (ha)      | 246  | 247  | 257  | 212  |

Le nombre d'exploitations agricoles en activité et ayant leur siège dans la commune est passé de 24 lors du recensement agricole de 1988  à 22 en 2000 puis à 14 en 2010 et enfin à 12 en 2020, soit une baisse de 50 % en 32 ans. Le même mouvement est observé à l'échelle du département qui a perdu pendant cette période 61 % de ses exploitations,. La surface agricole utilisée sur la commune a également diminué, passant de 246 ha en 1988 à 212 ha en 2020. Parallèlement la surface agricole utilisée moyenne par exploitation a augmenté, passant de 10 à 18 ha.

## Culture locale et patrimoine

### Édifices civils
- Les thermes romains de Gaujac, sur le site de l'oppidum de Gaujac qui date d'environ 425 av. J.-C.

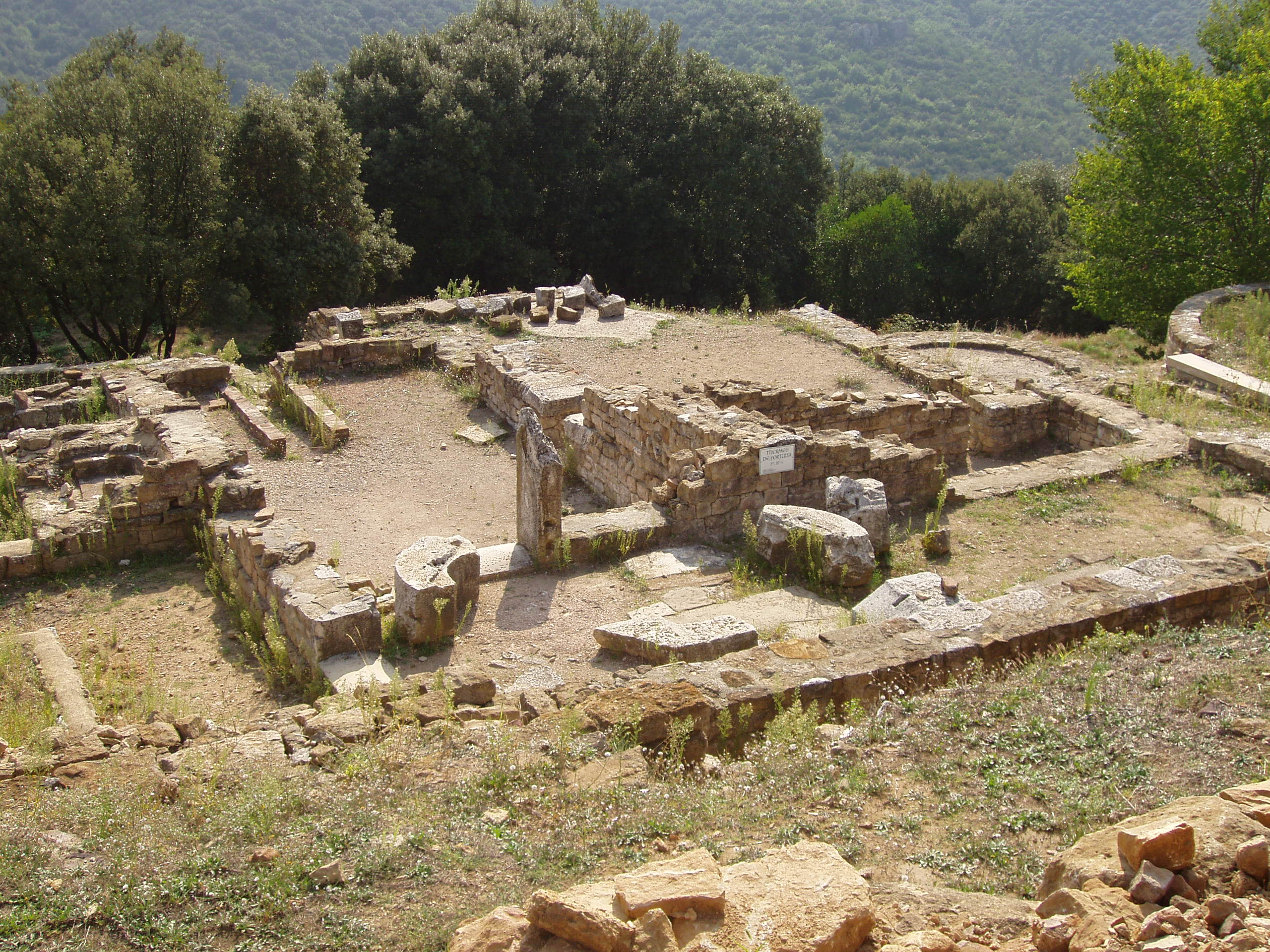
L'oppidum de Gaujac : les thermes.
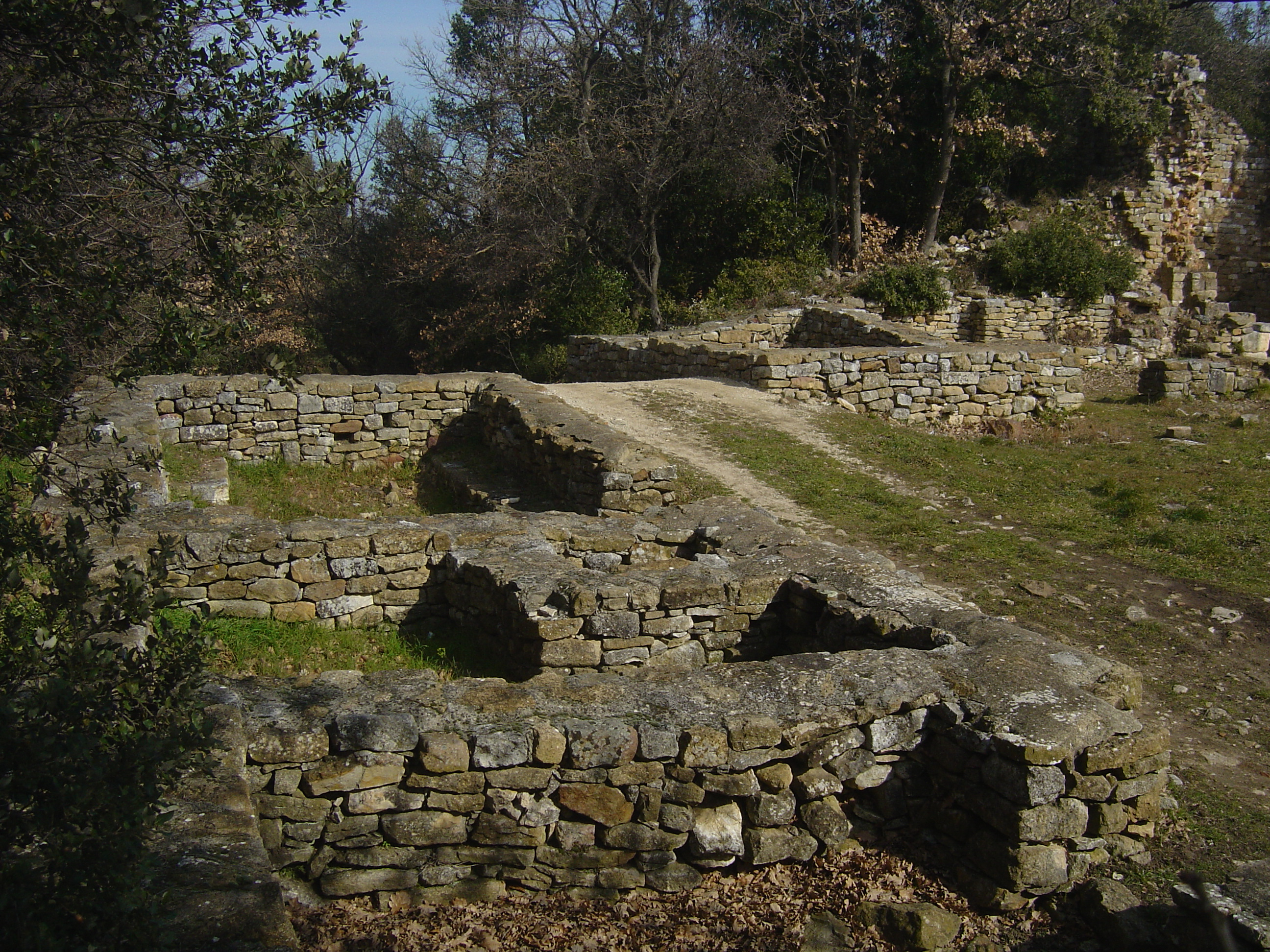
Village médiéval du Xe siècle sur l'oppidum Saint-Vincent.

- Le château de Gaujac[30].

### Édifices religieux
- La chapelle Saint-Saturnin, près de l'oppidum de Gaujac.
- Église Saint-Théodorit[31] de Gaujac.
- Chapelle Saint-Jean de Gaujac.

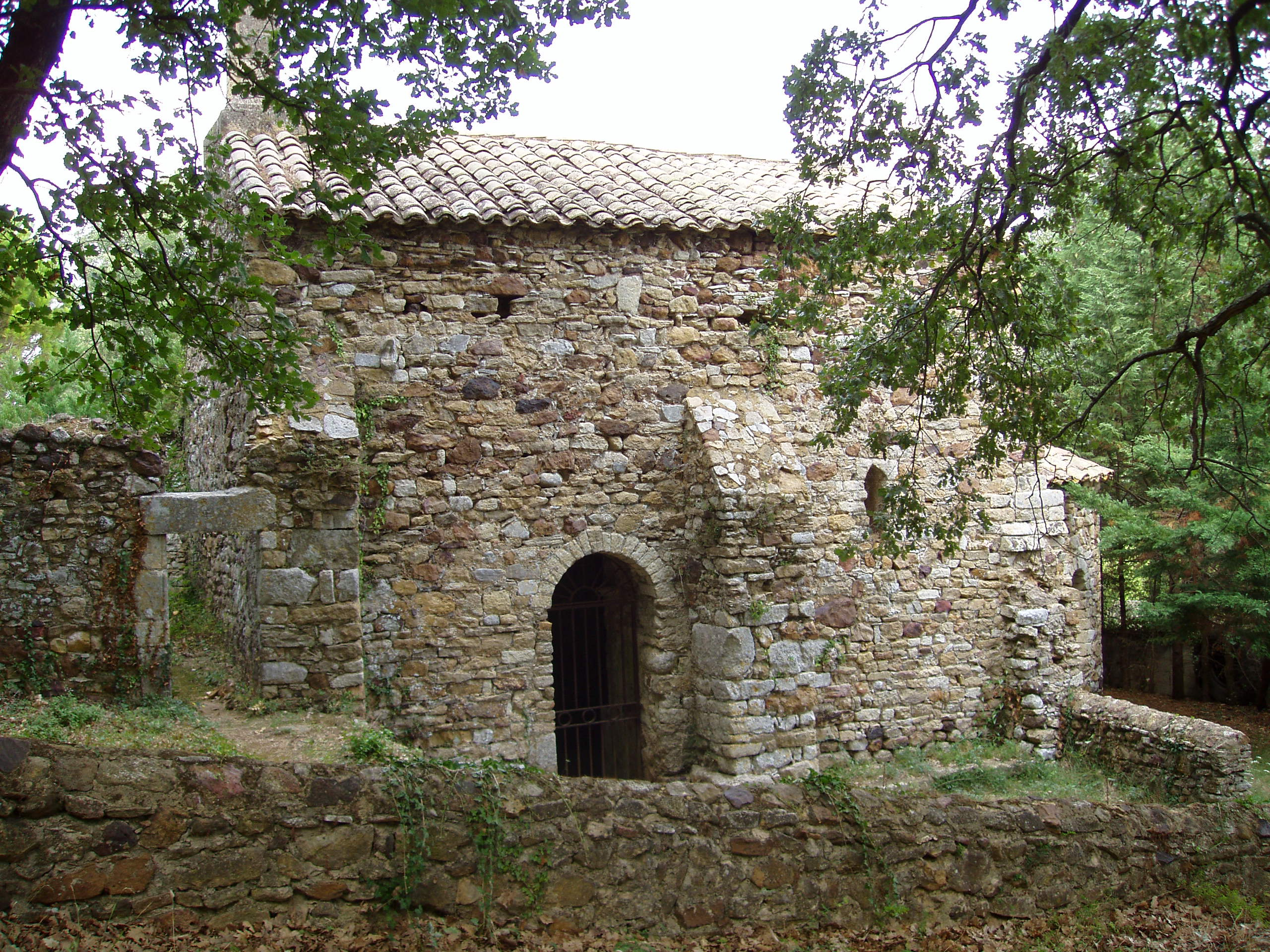
Chapelle Saint-Saturnin.

## Héraldique
| Blason de Gaujac | Blason  | D'or, à une bande losangée d'argent et de sable. |
| Blason de Gaujac | Détails | Le statut officiel du blason reste à déterminer. |